# Cuphea andersonii
Cuphea andersonii är en fackelblomsväxtart som beskrevs av S.A. Graham. Cuphea andersonii ingår i släktet blossblommor, och familjen fackelblomsväxter. Inga underarter finns listade i Catalogue of Life.